# Nazo no Murasame Jō
Nazo no Murasame Jō  (謎の村雨城, « Le Mystérieux château de Murasame »), aussi connu sous le nom de The Mysterious Murasame Castle, est un jeu vidéo d'action-aventure développé par Nintendo EAD et édité par Nintendo, sorti uniquement au Japon en 1986 sur Famicom Disk System et en 2004 sur Game Boy Advance.
Il se déroule dans le Japon médiéval et met en scène un apprenti samouraï nommé Takamaru qui doit atteindre cinq différents châteaux afin de les libérer de l'emprise d'une entité extraterrestre.
C'est l'un des premiers jeux sortis sur Famicom Disk System, et le deuxième jeu original après The Legend of Zelda. Il faut attendre 2014 pour qu'il sorte en Occident sur la console virtuelle de Nintendo 3DS, respectivement mai 2014 pour l'Europe et l'Australie, et août 2014 pour l'Amérique du Nord.

## Scénario
Durant l'époque d'Edo, le château de Murasame est connu pour abriter une gigantesque statue de pierre connue sous le nom de « Murasame ». Les habitants locaux vivent paisiblement jusqu'à une nuit orageuse où un objet céleste doré et brillant tombe sur le château. Des cris assourdissants surgissent de la forteresse, et l'objet brillant se révèle plus tard être une créature extraterrestre qui donne vie à la statue de pierre et prend le contrôle du château. La créature extraterrestre étend son pouvoir à quatre autres châteaux voisins, donnant à chacun des daimyōs locaux une sphère de pouvoir maléfique. Les seigneurs sont possédés par le pouvoir de l'extraterrestre et utilisent les sphères pour invoquer des armées de ninjas et de monstres pour attaquer les villageois. En apprenant ces étranges événements, le shogunat dirigé par Tokugawa Ietsuna envoie Takamaru, un apprenti samouraï, en mission secrète pour enquêter sur le château. Aux commandes de Takamaru, le joueur doit infiltrer les quatre châteaux pour vaincre chaque seigneur, avant de faire face à l'entité extraterrestre elle-même.

## Système de jeu

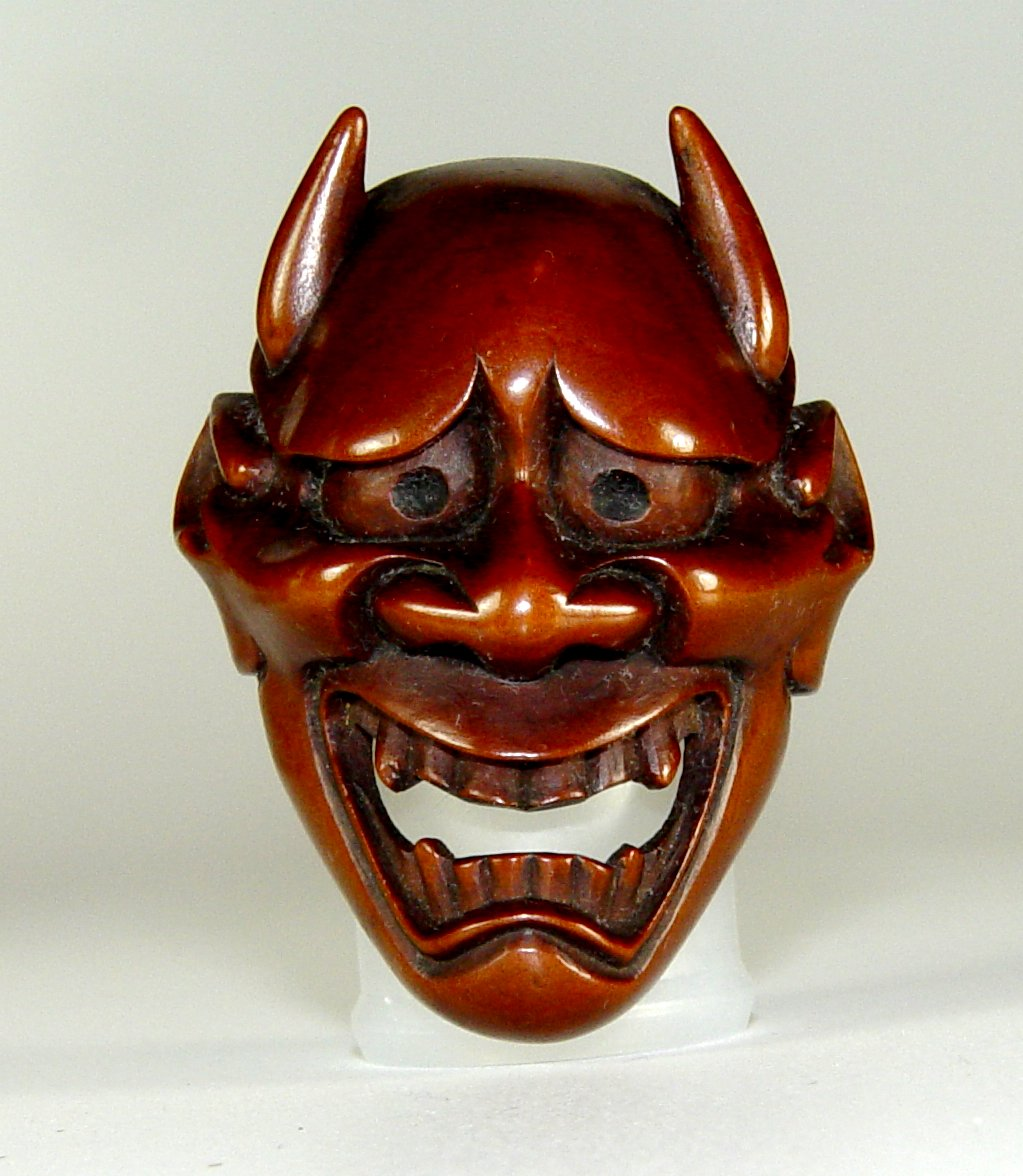
Un hannya, l'un des ennemis du jeu.

Le joueur contrôle Takamaru dont l'objectif est d'atteindre cinq châteaux différents, dont celui de Murasame, d'obtenir les quatre gemmes des seigneurs de ces forteresses et de vaincre le boss final Murasame. Le joueur se déplace dans différents tableaux sans défilement latéral. Le jeu ne propose qu'un nombre limité d'objets augmentant la puissance, obligeant le joueur à ne s'appuyer que sur ses propres compétences pour progresser.
Takamaru peut découvrir des parchemins cachés dans les châteaux, et des costumes de raton laveur peuvent révéler des objets bonus. Le joueur reçoit un certain nombre de vies et peut gagner des vies supplémentaires en sauvant les princesses des châteaux et en faisant des parties bonus après avoir terminé la première moitié de chaque niveau. Une vie est perdue lorsque la jauge de santé de Takamaru s'épuise ou qu'il manque de temps. Lorsque toutes les vies sont perdues, l'écran de game over apparaît et le joueur a le choix entre continuer le jeu ou enregistrer sa progression.
Le jeu se compose de cinq châteaux : le château d'Aosame, le château d'Akasame, le château de Ryokusame, le château de Momosame et le château éponyme de Murasame. Le type de personnages ennemis (des samouraïs, des ninjas et des hannyas) emprunte beaucoup à la culture japonaise. Chaque niveau, divisé en deux parties (le chemin vers le château et l'intérieur du château lui-même), est d'une taille considérable, et Takamaru doit vaincre des personnages ennemis pour atteindre le cœur du château où l'attend le seigneur de la forteresse.
Les seules armes du joueur sont un katana et des shurikens dont des améliorations peuvent être obtenues mais sont perdues chaque fois que Takamaru perd une vie. Le katana ne peut être utilisé que lorsque Takamaru est proche d'un ennemi ou pour dévier un projectile (à l'exclusion des boules de feu), tandis que les shurikens ne peuvent être utilisés que lorsque la cible est éloignée. Il existe d'autres armes temporaires comme des boules de feu, qui sont plus puissantes que les shurikens, un explosif ressemblant à de la foudre, qui inflige de lourds dégâts à tous les ennemis à l'écran, et une cape, qui rend Takamaru invisible et invulnérable aux ennemis et aux objets pendant une courte période. Lorsque Takamaru accumule plus de 99 vies, il devient invincible.

## Portages et sorties
Nazo no Murasame Jō est porté sur Game Boy Advance au Japon le 10 août 2004 dans la collection NES Classics. Il sort sur console virtuelle de Wii le 19 août 2008 et sur celle de Wii U le 30 juillet 2014. Il sort sur celle de Nintendo 3DS au Japon le 3 juillet 2013, pour la première fois en Occident en Europe et Australie le 30 mai 2014,, et en Amérique du Nord le 7 août 2014.
En juin 2010, le jeu est montré avec d'autres sur la  NES et la Super Nintendo dans le cadre d'une démo technologique appelée Classic Games lors de l'E3 2010.

## Accueil
Marcel van Duyn de Nintendo Life donne à la version sur console virtuelle 3DS la note de 8/10 déclarant : « Personne ne sait pourquoi il a fallu si longtemps pour que ce jeu sorte enfin en dehors du Japon, mais c'est sans aucun doute une version très bienvenue. The Mysterious Murasame Castle ne ressemble à aucun autre jeu Nintendo de l'époque, avec un gameplay incroyablement rapide et un haut degré de difficulté qui, heureusement, parvient à rester surmontable. Avec toutes les références dont le jeu a bénéficié ces dernières années, vous êtes maintenant enfin en mesure de voir de quoi il s'agit ». Sur le site Nintendo Life, le jeu est noté 7,4/10 par les utilisateurs en mai 2021.
Den de Geek lui donne la note de 3,5/5 pour sa sortie sur console virtuelle 3DS en Amérique du Nord.

## Apparitions dans d'autres jeux vidéo
Alors que Nazo no Murasame Jō n'a jamais eu de suite, l'univers du jeu font plusieurs apparitions dans d'autres jeux vidéo :
- Pikmin 2 sur GameCube : l'un des objets trouvés est le disque de Nazo no Murasame Jō.
- Captain Rainbow sur Wii : Takamaru est un personnage secondaire[9].
- Super Smash Bros. Brawl sur Wii : une chanson intitulée Nazo no Murasamejo - Douchuumen, basée sur le thème entendu avant d'entrer dans les châteaux, est une chanson à débloquer pour les niveaux Mario Bros., avec Takamaru lui-même comme l'un des nombreux autocollants à débloquer.
- WarioWare: D.I.Y. sur Nintendo DS, l'un des mini-jeux de la version japonaise est basé sur ce jeu, qui a été remplacé par un mini-jeu Pikmin dans les versions non japonaises.
- Samurai Warriors 3 sur Wii : Takamaru (doublé par Hiroshi Okamoto (en) en japonais et Darrel Guilbeau (en) en anglais) est un personnage bonus dans le mode « Château de Murasame ».
- Nintendo Land sur Wii U : un mini-jeu intitulé « La Citadelle ninja de Takamaru » est présent. Il consiste à envoyer des shurikens sur différents ennemis.
- Super Smash Bros. for Nintendo 3DS / for Wii U sur Nintendo 3DS et Wii U : Takamaru apparaît en tant que trophée assistant et est doublé par Tomokazu Sugita. Lorsqu'il est invoqué, il utilise son attaque de couteau multidirectionnelle. Il était à l'origine considéré comme un personnage jouable dans Super Smash Bros. for Nintendo 3DS / for Wii U, mais a été enlevé parce qu'il n'était pas aussi connu que les autres personnages de Nintendo[10], tandis que son thème principal est utilisé dans le niveau Duck Hunt. Lors d'une présentation de Super Smash Bros. for Nintendo 3DS / for Wii U en 2015, un costume téléchargeable Mii Fighter basé sur celui de Takamaru pour le Mii Swordfighter est révélé et est disponible avec le reste du DLC le 3 février 2016.
- Super Smash Bros. Ultimate sur Nintendo Switch: le trophée d'assistance de Takamaru et le costume Mii sont de retour[11],[12]. Il apparaît également comme esprit, l'un des objets de collection du jeu.
- Super Mario Maker 2 sur Nintendo Switch:  l'effet sonore Ninja Attack ! fait apparaître à l'écran Takamaru et ses ennemis ninjas.

## Autres media
Une série TV est produite par Fuji Television en 1986 sur une intrigue vaguement basée sur celle du jeu.